# Суйстамонъярви
Су́йстамонъярви — российское озеро в Суоярвском районе Республики Карелия.

## Общие сведения
Берега возвышенные, каменисто-песчаные, покрыты хвойным лесом. Островов нет.

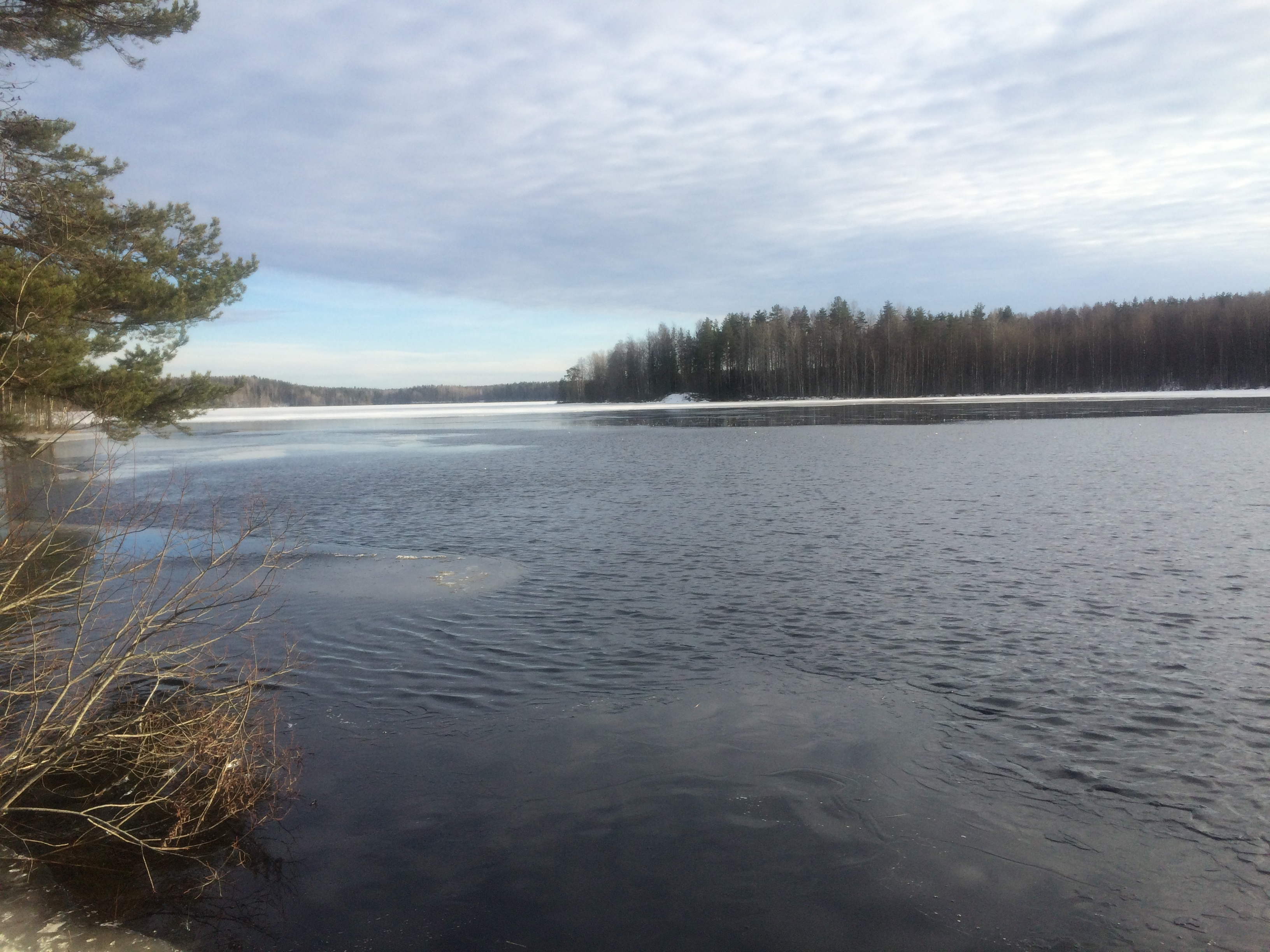

В восточную часть озера втекает река Саркайоки, а также поступают воды из озера Валькеалампи через короткий проток. Вытекает река Улмосенйоки. В прибрежной полосе грунты песчано-гравийные, на глубинах грунты представлены зелёным илом.
Цвет воды тёмно-жёлтый. Высшая водная растительность представлена в основном тростником.
В озере обитают щука, окунь, плотва, ёрш, ряпушка и налим.
Озеро замерзает в ноябре, вскрывается ото льда в мае.